# Sentinel 3
El Sentinel 3 és una missió de satèl·lit d'observació terrestre desenvolupat per l'ESA com a part del Programa Copernicus, anteriorment aneomenat Global Monitoring for Environment and Security o GMES. Copernicus és un programa europeu per establir una capacitat europea d'observació terrestres dissenyat per proporcionar als responsables polítics europeus i les autoritats públiques, la informació precisa i oportuna per a una millor gestió del medi ambient, comprendre i mitigar els efectes del canvi climàtic i garantir la seguretat civil.
El Sentinel-3 està dissenyat per assegurar el subministrament a llarg termini de recollida i operativa de mesuraments d'alta qualitat de serveis GMES oceànics, terrestres, i atmosfèrics, mentre que també contribueix als serveis GMES d'emergència i seguretat. Els requisits de mesuraments clau del Sentinel-3, corresponents a les necessitats identificades pels usuaris, es deriven dels següents mètodes:
- Topografia superficial marítima (Sea surface topography o SSH), l'alçada d'ones significants (Hs) i la velocitat del vent en superfície derivat sobre l'oceà mundial amb una precisió equivalent i la precisió que actualment ho assoleix el Radar Altimeter-2 (RA-2) de l'Envisat (altimetria de radar) però amb una millora dels mesuraments de la topografia superficial en les zones costaneres, les regions del gel marí i sobre els rius interiors, els seus afluents i llacs.
- Temperatura superficial marítima (Sea surface temperature o SST) determina les aigües oceàniques i costaneres a nivell mundial amb una precisió equivalent a l'actualment assolida pel Advanced Along Track Scanning Radiometer (AATSR) de l'Envisat sobre l'oceà (p.e. <0.3 K), a una resolució espacial d'1 km.
- Radiàncies infraroges visibles i d'ona curta en zones oceàniques, les aigües interiors i costaneres amb una resolució espacial de 0,3 km (de manera simultània i registrades amb mesuraments del SST), determinada a un nivell equivalent de l'exactitud i precisió del Medium Resolution Imaging Spectrometer de l'Envisat amb un cobriment complet de l'oceà en 2-3 dies.
- Radiàncies visibles i infraroig de superfícies terrestres globals en 1-2 dies, gel marí i capes de gel equivalent als que actualment preveuen l'ENVISAT MERIS, AATSR i el Système Probatoire d'Observation de la Terre (SPOT) Vegetation.

La missió Sentinel-3 satisfà aquests requisits mitjançant l'aplicació i funcionament:
- A dual frequency, Synthetic Aperture Radar Altimeter (SRAL) (vegeu l'instrument d'altimetria de radar) suportat per un dual frequency passive microwave radiometer (MWR) per la correcció de la troposfera humida, un Precise Orbit Determination incloent un receptor GPS, un instrument DORIS i un retroreflector làser.
- Un Ocean and Land Colour Imager (OLCI) d'alta sensibilitat lliurant mesuraments òptics de múltiples canals d'ample visió per als oceans i les superfícies terrestres.
- Un dual-view Sea and Land Surface Temperature Radiometer (SLSTR) proporcionant temperatures precises de la superfície de l'oceà, la terra i el gel.
- Un entorn que proporciona la gestió de la missió, la gestió, el desenvolupament, la producció i l'accés a dades bàsiques dels instruments en un entorn de col·laboració terrestre operatiu en temps real.

La missió preveu una sèrie de satèl·lits, cadascun amb una vida útil de set anys, durant un període de 20 anys a partir de la posada en marxa del Sentinel-3A el febrer del 2016 (iniciat a l'octubre de 2012) i del Sentinel-3B el febrer del 2018. Durant la completa operació, els dos satèl·lits idèntics es mantindran en la mateixa òrbita amb un retard de fase orbital de 180°.
El 14 d'abril de 2008, l'Agència Espacial Europea i Thales Alenia Space van signar un contracte de 305 milions d'euros per construir el primer GMES Sentinel, el Sentinel-3A.

## Característiques de la missió
- Tipus: Observació terrestre
- Data de llançament: 16 de febrer del 2016 (Sentinel-3A) i 25 d'abril del 2018 (Sentinel-3B)[2]
- Massa en el llançament: 1250 kg
- Vehicle de llançament: Rokot
- Lloc de llançament: Cosmòdrom de Plessetsk
- Òrbita: Heliosíncrona
- Altitud: 814.5 km
- Inclinació: 98.65 °
- Hora local del node ascendent: 10:00
- Cicle orbital: ~100 minuts
- Duració nominal: 7,25 anys

## Instruments
- Ocean and Land Colour Instrument (OLCI)
- Sea and Land Surface Temperature Instrument (SLSTR)
- Synthetic Aperture Radar Altimeter (SRAL)
- Microwave Radiometer (MWR)
- Receptor GNSS
- Retroflector làser
- Sistema DORIS

## Aplicacions
- Color de l'oceà i les dades de reflectància de la terra.
- Temperatura superficial de mar, terra i gel.
- Foc actiu i vigilància de la zona cremada.
- Dades de topografia de la superfície del mar.